# Sheffield Castle

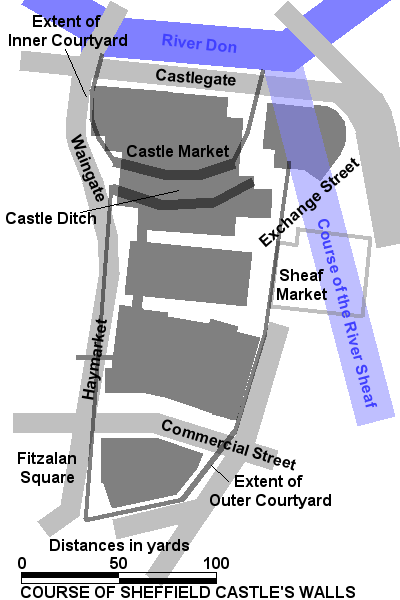
Grundriss von Sheffield Castle im Verhältnis zu den heutigen Gebäuden

Sheffield Castle war eine Burg in Sheffield in der englischen Verwaltungseinheit South Yorkshire. Sie wurde am Zusammenfluss des River Sheaf und des River Don, möglicherweise an der Stelle eines früheren angelsächsischen Langhauses, errichtet und dominierte die frühe Siedlung. Eine Motte aus Holz wurde an dieser Stelle irgendwann im Jahrhundert nach der normannischen Eroberung Englands 1066 gebaut. Diese wurde im zweiten Krieg der Barone zerstört. Der Bau der zweiten Burg, diesmal aus Stein, begann vier Jahre später, 1270.
Maria Stuart war 14 Jahre lang, von 1570 bis 1584, in dieser Burg und den zugehörigen Gütern eingesperrt. Zu Anfang des englischen Bürgerkrieges wurde die Burg von den Royalisten gehalten, dies sich aber 1644, nach einer kurzen Belagerung, den Parlamentaristen ergaben. Ihre Zerstörung wurde bald danach angeordnet und Sheffield Castle wurde geschleift. Es sind keinerlei Zeichnungen oder Pläne der Burg bekannt, die bis heute erhalten geblieben wären, aber Ausgrabungen in den 1920er-Jahren förderten Steinfundamente der 1270 begonnenen, zweiten Burg, ebenso wie frühere Strukturen, zutage.

## Hintergrund
Sheffield Castle lag am Westufer des River Sheaf und am Südufer des River Don. Die Flüsse boten der Burg Schutz im Norden und Osten und auf der Süd- und Westseite gab es einen Burggraben. Dieses Gelände ist heute größtenteils vom Burgmarkt bedeckt.
Das Burggelände ist der Ort, an dem die früheste Siedlung von Sheffield irgendwann in der zweiten Hälfte des ersten Jahrtausends vor Christus gegründet wurde. Das Domesday Book von 1086 gibt an, dass vor der normannischen Eroberung Englands Waltheof II., Earl of Northumbria, eine „Aula“ (Halle) in der Grundherrschaft Hallam besaß. Im selben Eintrag steht, dass die Grundherrschaft Sheffield – die Teil von Hallam war – zur Zeit der normannische Eroberung unter der Herrschaft von Sweyn war. Man hat darüber spekuliert, ob die „Aula“ von Waltheof II. oder Sweyn Festung an dieser Stelle waren, und Ausgrabungen zwischen 1927 und 1930 sollten Beweise einer angelsächsischen Struktur gefunden haben. Aber man kann auf der Basis dreier unterschiedlicher Extrakte aus dem Domesday Book zeigen, dass die Grundherrschaften von Hallam, Athercliffe und Sheffield zu Zeiten der Erhebung und auch später drei getrennte Körperschaften waren und dass das Dorf Hallam und die „Aula“ von Waltheof II. nur in der Grundherrschaft Hallam und nicht in der von Sheffield gelegen haben konnten.
Die Studien, die A. L. Armstrong während der archäologischen Untersuchungen Ende der 1920er-Jahre durchführte, beweisen, dass die angelsächsischen Überreste nicht die der „Aula“ Waltheofs II. waren. Armstrongs Beschreibung geht davon aus, dass die Holzbauten bis zum Erdboden abgeschnitten und abgebrannt wurden und das Gelände sofort geräumt wurde, um für den Bau der Lovetot-Burg (um 1100), etwa zwei Dekaden nach der Zerstörung der „Aula“ Waltheofs II., zu machen.

## William de Lovetots Burg
Der Bau der ersten Burg in Sheffield nach der normannischen Eroberung Englands wird gewöhnlich William de Lovetot, einem anglonormannischen Baron aus Huntingdonshire, zugeschrieben. De Lovetot erhielt die Herrschaft über die Grundherrschaft von Hallamshire (einschließlich Sheffield) Anfang des 12. Jahrhunderts während der Regentschaft von Heinrich I. Der erste urkundliche Bezug einer Burg in Sheffield ist eine Erwiderung von Ralph Murdoc, dem Sheriff of Derbyshire, über die Vormundschaft von Maud de Lovetot, der Urenkelin von William de Lovetot, etwa aus dem Jahr 1188.
Man denkt, dass diese Burg eine hölzerne Motte war. Maud de Lovetot heiratete 1204 Gerard de Furnival und so fielen Burg und Siedlung von Sheffield an die Familie Furnival. Gerard de Furnivals Enkel, Thomas, schlug sich im zweiten Krieg der Barone 1264–1267 auf die Seite der Royalisten. 1266 marschierte eine Truppe antimonarchistischer Barone unter der Führung von John de Deyville vom Norden Lincolnshires nach Derbyshire und kam durch Sheffield. Sie zerstörten die Stadt und brannten Kirche und Burg nieder.

## Thomas de Furnivals Burg
1270 erhielt Thomas de Furnival eine Charta von König Heinrich III., in der ihm erlaubt wurde, eine Burg in Sheffield bauen zu lassen. Thomas de Furnival starb bald nach der Fertigstellung der Burg und wurde in der neuen Burg begraben. 1707 wurde ein Bericht veröffentlicht, in dem geschrieben stand, dass bei der Zerstörung der Burg 1648 ein großer, flacher Stein gefunden wurde, auf dem stand: „Ich, Lord Furnival, ich baute diese Burg. Und unter dieser Mauer, in meinem Grab, war mein Begräbnisort.“
De Furnivals Burg war aus Stein erbaut und erstreckte sich vom River Sheaf bis zum Waingate und vom River Don bis zum Dixon Land, eine Fläche von etwa 1,7 Hektar. Ein 9,96 km² großer Park wurde neben der Burg angelegt; er erstreckte sich von der Burg bis nach Gleadless im Süden und Handsworth im Osten. 1516 ließ George Talbot, 4. Earl of Shrewsbury, seinen alternativen Familiensitz Sheffield Manor in diesen Park.

## Zerstörung der Burg
Am 11. Oktober 1642, als England in den Bürgerkrieg rutschte, wurden Stadt und Burg Sheffield von Sir John Gell für die Parlamentaristen eingenommen. Im April 1643 fielen royalistische Truppen unter der Führung von William Cavendish, 1. Duke of Newcastle-upon-Tyne, in Yorkshire ein und nahmen Leeds, Wakefield und Rotherham ein, bevor sie sich Sheffield näherten. Die parlamentaristischen Verteidiger von Sheffield Castle flohen nach Derbyshire, sodass die Royalisten die Burg kampflos einnehmen konnten. Lord Newcastle hinterließ eine Garnison auf der Burg unter Führung von Sir William Saville, wie es Margaret Cavendish, die Gattin Lord Newcastles, beschreibt:

„(…) er marschierte mit seiner Armee nach Sheffield, einer weiteren Marktstadt von großer Ausdehnung, wo sich eine alte Burg befand. Davon hörten die feindlichen Truppen, die die Stadt hielten, waren erschrocken vom Ruf der bis dahin siegreichen Armee meines Herrn, flohen von dort nach Derbyshire und überließen Stadt und Burg (ohne auch nur einen Schuss) der Gnade meines Herrn. Und, obwohl die Leute in der Stadt meist rebellischen Geistes waren, ordnete mein Herr doch seine Geschäfte so vorsichtig, dass er innerhalb kürzester Zeit die meisten von ihnen aus Liebe zur Treue bewegte und den Rest durch Furcht, und er hob seine Armee täglich aus. Er installierte eine Garnison von Soldaten in der Burg und befestigte diese in jeder Hinsicht. Er berief einen guten Herrn [Sir William Savile, Ritter und Baronet] zum Gouverneur der Burg, der Stadt und des Landes. Er fand in der Nähe des Ortes einige Eisengießereien, denen er sofort den Befehl gab, eiserne Kanonen für seine Garnison zu gießen und andere Instrumente und Kriegsmaschinen herzustellen.“

Sir William Savile hinterließ Sheffield und die Burg unter der Kontrolle seines Stellvertreters, Major Thomas Beaumont, der Sheffield bis zum August 1644 hielt. Dann schickte Edward Montagu, 2. Earl of Manchester, Generalmajor Crawford, Colonel Pickering und eine Streitmacht von 1200 Soldaten, um Sheffield wieder für die Parlamentaristen einzunehmen. Erst wehrte sich die Garnison der Burg und, als der Generalmajor herausfand, dass seine Artillerie, deren größtes Stück eine kleine Feldschlange war, nicht ausreichend war, um die Mauern der Burg zu brechen, sandte er einen Brief an Lord Fairfax mit der Bitte um Überstellung einer kleinen Kanone (“Taschenpistole der Königin”) und einer großen Feldschlange. Diese zusätzlichen Geschütze konnten die Mauern der Burg brechen und danach verhandelte man die Übergabe der Burg.
Der Garnison wurde von den Eroberern Abzug unter freiem Geleit und unter Mitnahme ihres persönlichen Eigentums und ihrer persönlichen Waffen gegen die Übergabe der Burg zugesichert. Lady Savile, die Witwe von Sir William Savile war damals schwanger und bekam in der Nacht nach Übergabe der Burg ihre Wehen.
Nach der Belagerung wurde Colonel John Bright aus der Carbrook Hall wurde zum Gouverneur der Burg bestellt. Er wurde bald zum Gouverneur der Stadt York bestellt und überließ daher Kapitän Edward Gill Sheffield. Am 30. April 1646 beschloss das House of Commons eine Resolution, dass Sheffield Castle unbrauchbar gemacht werden sollte, und am 13. Juli 1647 wurde beschlossen, dass die Burg abgerissen werden sollte. Trotz bereits weit fortgeschrittener Abrissarbeiten kaufte Henry Howard, 22.Earl of Arundel, Sheffield Castle 1649 zurück und wollte es wieder restaurieren lassen. Aber die Schäden waren schon zu groß und die Restaurierungsarbeiten wurden nie begonnen. Bald war die Burg komplett geschleift; eine Zeitlang diente das Gelände noch als Obstgarten, dann als Bowling Green und schließlich wurde es bebaut.

## Archäologische Untersuchungen und Überreste

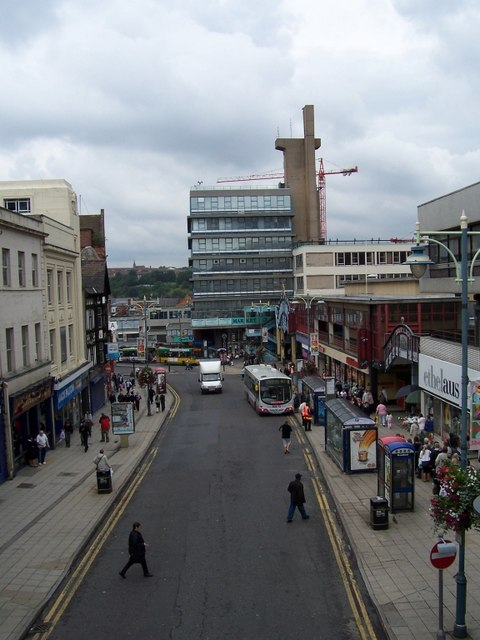
Blick den Haymarket hinunter zum Castle-Market-Gebäude. Der Castle Market liegt an der Stelle des früheren, normannischen Sheffield Castle.

1927, vor dem Bau des Brightside-and-Carbrook-Cooperative-Society-Geschäftes, wurden bei einer Ausgrabung unter der Leitung von Leslie Armstrong das Fundament eines der beiden Tortürme und ein Teil des Torweges selbst entdeckt. Diese Überreste der Burg wurden unter dem Castle-Market-Gebäude erhalten. English Heritage hat sie als historische Bauwerke II. Grades gelistet und sie sind öffentlich zugänglich.
Die heute sichtbaren Überreste liegen in zwei Räumen unter dem Castle Market. Ein Raum ist öffentlich zugänglich und man kann eine Führung buchen, der andere ist durch eine Wand abgetrennt und nur über ein Mannloch im Lebensmittelbereich des Marktes erreichbar. Die bis heute erhaltenen Ruinen, etwa 10,7 Meter über dem River Don sind die eines Torturms und stellen etwa ein Viertel des ursprünglichen, östlichen Turms dar.
Später, in den Jahren 1999 und 2001 entdeckte ARCUS, die Archäologieuntersuchungs- und -beratungseinheit der Universität Sheffield, dass die Burg sehr viel größer war, als sie gedacht hatten: Sie muss eine der größten mittelalterlichen Burgen in England gewesen sein. Die Bohrungen wurden im Lieferhof des oberen Lebensmittelbereiches durchgeführt und man ließ Steinplatten an den Fundstellen, um die Grenzen der ehemaligen Burg zu kennzeichnen.
Eine Gruppe Freiwilliger bildete die Friends of Sheffield Castle, die Untersuchungen durchführt und Werbung für die Überreste der Burg macht.

### Wiederherstellung des Burgtors
Im August 2014 gab die Stadtverwaltung von Sheffield Pläne bekannt, den Eingang zur Burg als Teil einer 5 Millionen Pfund teuren Wiederherstellung der Gegend um das Burgtor neu aufzubauen. Der Plan hängt von der notwendigen Finanzierung ab; die Stadtverwaltung hat 1 Million Pfund hierfür bereitgestellt und weitere Gelder kamen aus einer Reihe von Spenden.